# Minamoto no Tōru
 (mai 2025).
Si vous disposez d'ouvrages ou d'articles de référence ou si vous connaissez des sites web de qualité traitant du thème abordé ici, merci de compléter l'article en donnant les références utiles à sa vérifiabilité et en les liant à la section « Notes et références ».
Minamoto no Tōru (源 融, 822 - 895) est un poète et homme politique de l'époque de Heian. Fils de l'empereur Saga, il prit le nom de Minamoto et appartient à la lignée Saga Genji. Il est évoqué comme possible modèle pour Hikaru Genji, personnage principal de la plus importante œuvre classique en prose de la littérature japonaise : le Dit du Genji.
Il fit reproduire le paysage de Matsushima (alors appelé Shiogama) dans le jardin de sa résidence située sur la sixième avenue de Kyōto, au bord de la rivière Kamo et appelée Palais de la grève (河原院, Kawara no In). Cette résidence a été par la suite réputée pour être hantée, comme l'indique une anecdote du Konjaku monogatari shū (27-2) et une pièce de nō de Zeami intitulée Tōru.
En 872, il obtient le poste de sadaijin (lit. ministre de gauche), ce qui lui valut le surnom très répandu de Ministre de gauche de la grève (河原左大臣, Kawara no sadaijin) dû à la renommée de sa résidence. C'est sous ce surnom qu'il est mentionné en tant qu'auteur du quatorzième poème du Hyakunin Isshu.